# EX-380
La carretera EX-380 es de titularidad de la Junta de Extremadura. Su categoría es local. Su denominación oficial es   EX-380 , Travesía de Navalmoral de la Mata.